# 大石憲一郎
大石 憲一郎（おおいし けんいちろう、1973年9月14日 - ）は、日本の作曲家、編曲家。本名同じ。静岡県出身。

## 来歴
ヤマハ音楽院在学中、ソニー・ミュージックエンタテインメント新人発掘部門にてレコーディング・エンジニアや編曲家の仕事を始めた。その後、シンセサイザー・マニピュレーターとして活動する。
妻の友人から借りたゲームソフト『ときめきメモリアル』に夢中になり、同ゲーム音楽をカバーするアマチュアバンド（コピーバンド）にドラマーとして加入した。バンドメンバーの友人MIDIはらふじと出会い、彼の所属する音楽ユニットG-BULLに参加する。
2003年、G-BULLのメンバーとしてドラマCD『みすてぃっく放送部』主題歌のリミックスを手がけたことから、同曲の作曲家・音楽プロデューサーのYOFFYと知り合い、2004年、「デカレンジャーアクション」（特撮テレビドラマ『特捜戦隊デカレンジャー』挿入歌）を機にサイキックラバーの楽曲の編曲を担当する（同ユニットの大半の編曲を担当しているため、彼らからは「3人目のサイキックラバー」と呼ばれる）。以降、「スーパー戦隊シリーズ」、「プリキュアシリーズ」などアニメ・特撮ソングの作曲・編曲・音楽プロデュース・演奏を手がけ、そのほか舞台音楽、渡辺宙明のサポートなどに携わる。
2008年、Project.R結成時からリーダーを務め、同グループでは作曲・編曲・音楽プロデュース・演奏のほか、歌唱も担当する。koishistyle名義で、スタイロフォンや『KORG DS-10』を演奏し、関連イベントの出演や、動画共有サービスへ実演動画の投稿を行っている。

## 名義
大石憲一郎
2004年、「スーパー戦隊シリーズ」への参加時から、本名である大石憲一郎名義を使用する。
KOISHI
アニメソングや声優の楽曲に携わり始めた際に使用していた。「K.Oishi」（Kenichiro Oishi）が由来である。
元々はインターネット上のハンドルネームやアカウントとして使用していた。
大石コイシ
通信カラオケのデータ制作を行っていた際に、リーダーから「大石こいし」と命名された。所属バンドOTAKU NOT DEADでは、大石コイシ名義で活動する。

## 作風・音楽性
元々はテクノ、ハウス・ミュージックなど、エレクトロニック・ダンス・ミュージックの作編曲を中心に活動していた。自身が作編曲した「炎神ファーストラップ-Type Normal-」について、「自分がやってきた本来の形に近いサウンドになっているかなと思います」と語っている。
サイキックラバーの編曲を手がけ始めた頃は、彼らのルーツであるアメリカン･ロックに詳しくなかったため、戸惑いがあり、初めて見たパワーコードに驚いたと振り返っている。彼らは、大石はすぐにロックを吸収していったと評した。

## 主な楽曲

### 作曲・編曲
| 歌手                                                                   | 曲名                                              | 備考                                                                            |
| ---------------------------------------------------------------------- | ------------------------------------------------- | ------------------------------------------------------------------------------- |
| 赤坂衛（小野大輔）                                                     | BUCHIKAMACE 徹甲弾!                               | 『ひぐらしのなく頃に解 Character CD 〜入江たちの逆襲〜』収録曲                  |
| ヴァニラ・アッシュ（かないみか）                                       | ライムライト                                      | 『GALAXY ANGEL II 無限回廊の鍵』第5章エンディングテーマ                         |
| ナツメ・イザヨイ（榎本温子）                                           | イザヨイ正義                                      | 『GALAXY ANGEL II 無限回廊の鍵』第7章エンディングテーマ                         |
| 落合祐里香                                                             | 白キ夢ノXmas☆                                     |                                                                                 |
| 落合祐里香                                                             | blue star                                         |                                                                                 |
| 川上とも子                                                             | Sometime                                          | 『川上とも子のうさぎのみみたぶ』オープニングテーマ                              |
| 川上とも子                                                             | ここにいるから                                    | 『川上とも子のうさぎのみみたぶ』エンディングテーマ                              |
| 五條真由美                                                             | 朝色の向こう                                      | 『Trilogy』収録曲                                                               |
| 五條真由美                                                             | Elpis-エルピス-                                   | 『Trilogy』収録曲                                                               |
| 五條真由美                                                             | 大好きがいっぱい                                  | 『ふたりはプリキュア Max Heart』イメージソング                                  |
| 園宮可憐（後藤沙緒里）                                                 | Sweet Revolution                                  | 『スカイガールズ』キャラクターソング                                            |
| 高橋秀幸                                                               | バスターズ レディーゴー!                          | 『特命戦隊ゴーバスターズ』主題歌                                                |
| 高橋秀幸                                                               | モーフィン! ムービン! バスターズシップ!           | 『特命戦隊ゴーバスターズ』主題歌                                                |
| 田中理恵                                                               | SUPERMAN                                          | 『ココロ』収録曲                                                                |
| 謎の新ユニットSTA☆MEN                                                  | キズナ〜ゴーバスターズ!                           | 『特命戦隊ゴーバスターズ』エンディングテーマ                                    |
| 長谷川明子                                                             | Simply Lovely                                     |                                                                                 |
| Project.R（谷本貴義、Sister MAYO、大石憲一郎）                         | 炎神ファーストラップ -Type Normal-                | 『炎神戦隊ゴーオンジャー』エンディングテーマ                                    |
| Project.R                                                              | スーパー戦隊 ヒーローゲッター                     | 『海賊戦隊ゴーカイジャー』エンディングテーマ                                    |
| Project.R                                                              | スーパー戦隊 ヒーローゲッター〜199ver.            | 『ゴーカイジャー ゴセイジャー スーパー戦隊199ヒーロー大決戦』エンディングテーマ |
| Project.R                                                              | スーパー戦隊 ヒーローゲッター〜Now & Forever ver. |                                                                                 |
| 美墨なぎさ（本名陽子）、雪城ほのか（ゆかな）                           | Happy ending                                      | 『ふたりはプリキュア Max Heart』キャラクターソング                              |
| 水無月遥（田村ゆかり) 、神無月葵（能登麻美子）                         | 夏色パレット                                      | 『快盗天使ツインエンジェルシリーズ』キャラクターソング                          |
| 水無月遥（田村ゆかり) 、神無月葵（能登麻美子）、葉月クルミ（釘宮理恵） | My Dear Friends                                   | 『快盗天使ツインエンジェルシリーズ』キャラクターソング                          |
| ヤマト（梶田大嗣）、牛若（森嶋秀太）、ジャック（橘龍丸）               | 青春☆ワチャゴナドゥ                               | 『ビックリメン』エンディングテーマ                                              |
| フッド（阿座上洋平）、ピーター（榊原優希）                             | BYE×BYE GAME                                      | 『ビックリメン』エンディングテーマ                                              |
| リリィ・C・シャーベット（中山恵里奈）                                  | BLIZZARD LOVE                                     | 『GALAXY ANGEL II 無限回廊の鍵』第8章リリィルートエンディングテーマ             |
| ルイズ・フランソワーズ・ル・ブラン・ド・ラ・ヴァリエール（釘宮理恵）   | キスシテ↑アゲナイ↓                                | 『ゼロの使い魔』エンディングテーマ                                              |

### 作曲
| 歌手                                     | 曲名                     | 備考                                                            |
| ---------------------------------------- | ------------------------ | --------------------------------------------------------------- |
| コージ（草尾毅）、夏（入野自由）         | 夜明けは流星に連れられて | 『Yes!プリキュア5』、『Yes!プリキュア5GoGo!』キャラクターソング |
| コージ（草尾毅）、夏（入野自由）         | 薔薇と友情               | 『Yes!プリキュア5』、『Yes!プリキュア5GoGo!』キャラクターソング |
| コージ（草尾毅）、夏（入野自由）         | ちいさな大きな贈りもの   | 『Yes!プリキュア5』、『Yes!プリキュア5GoGo!』キャラクターソング |
| wipe out（佃井皆美、人見早苗、下園愛弓） | wipe out                 |                                                                 |

### 編曲
| 歌手                                                                                      | 曲名                                              | 備考                                                                                       |
| ----------------------------------------------------------------------------------------- | ------------------------------------------------- | ------------------------------------------------------------------------------------------ |
| 明石暁（高橋光臣）                                                                        | 最高のプレシャス                                  | 『轟轟戦隊ボウケンジャー』キャラクターソング                                               |
| 秋元こまち（永野愛）                                                                      | 信頼                                              | 『Yes!プリキュア5』キャラクターソング                                                      |
| 秋元こまち（永野愛）、水無月かれん（前田愛）                                              | コドモノ時間                                      | 『Yes!プリキュア5GoGo!』キャラクターソング                                                 |
| 秋元こまち（永野愛）、水無月かれん（前田愛）                                              | そして、世界は拡がっていく                        | 『Yes!プリキュア5GoGo!』キャラクターソング                                                 |
| 甘井シロー（朴璐美）                                                                      | シロップのドロップ                                | 『Yes!プリキュア5GoGo!』キャラクターソング                                                 |
| 池田彩                                                                                    | キラキラkawaii! プリキュア大集合♪〜キボウの光〜   | 『映画 プリキュアオールスターズDX2 希望の光☆レインボージュエルを守れ!』オープニングテーマ  |
| 石橋優子                                                                                  | 神の園 〜Del regno〜                              | 『聖闘士星矢 冥王ハーデスエリシオン編』エンディングテーマ                                  |
| 一条瑛花（伊藤静）                                                                        | 金色の風                                          | 『スカイガールズ』キャラクターソング                                                       |
| 岩崎貴文                                                                                  | Shining Dreamers                                  | 『デジモンクロスウォーズ 〜時を駆ける少年ハンターたち〜』挿入歌                            |
| MK-CONNECTION                                                                             | SHOOT!                                            | 『MK-CONNECTION Mk-I』収録曲（全編曲）                                                     |
| MK-CONNECTION                                                                             | ハナノイロ                                        | 『MK-CONNECTION Mk-I』収録曲（全編曲）                                                     |
| MK-CONNECTION                                                                             | ハレ晴レユカイ                                    | 『MK-CONNECTION Mk-I』収録曲（全編曲）                                                     |
| MK-CONNECTION                                                                             | only my railgun                                   | 『MK-CONNECTION Mk-I』収録曲（全編曲）                                                     |
| MK-CONNECTION                                                                             | Secret base 〜君がくれたもの〜                    | 『MK-CONNECTION Mk-I』収録曲（全編曲）                                                     |
| MK-CONNECTION                                                                             | もうひとりの私                                    | 『MK-CONNECTION Mk-I』収録曲（全編曲）                                                     |
| エリーゼ・フォン・ディートリッヒ（辻あゆみ）                                              | Youthful Days                                     | 『スカイガールズ』キャラクターソング                                                       |
| 工藤真由                                                                                  | Alright!ハートキャッチプリキュア! feat.ELISA      | 『My way』収録曲                                                                           |
| 工藤真由                                                                                  | KUDOMAYU プリキュアメドレー                       | 『My way』収録曲                                                                           |
| 工藤真由                                                                                  | キラキラkawaii! プリキュア大集合♪〜いのちの花〜   | 『映画 プリキュアオールスターズDX3 未来にとどけ! 世界をつなぐ☆虹色の花』オープニングテーマ |
| 工藤真由                                                                                  | ララルー ♪OYFUL（ジョイフル）                     | 『スイートプリキュア♪』イメージソング                                                      |
| 工藤真由withキュア・デラックス（五條真由美、うちやえゆか、宮本佳那子、茂家瑞季、林桃子）  | プリキュア、奇跡デラックス                        | 『映画 プリキュアオールスターズDX みんなともだちっ☆奇跡の全員大集合!』エンディングテーマ   |
| 工藤真由、池田彩                                                                          | 17 jewels 〜プリキュアメドレー2010〜              | 『映画 プリキュアオールスターズDX2 希望の光☆レインボージュエルを守れ!』エンディングテーマ  |
| 工藤真由、池田彩                                                                          | スマイルエール                                    | 『スイートプリキュア♪』イメージソング                                                      |
| 工藤真由、池田彩                                                                          | Come on! プリキュアオールスターズ                 | 『プリキュアオールスターズDX 3Dシアター』 テーマソング                                     |
| 工藤真由、池田彩、五條真由美、うちやえゆか                                                | プリキュアオールスターズDXメドレー for 3D theater | 『プリキュアオールスターズDX 3Dシアター』 テーマソング                                     |
| 串田アキラ                                                                                | その名はガイキング・ザ・グレート                  | 『ガイキング LEGEND OF DAIKU-MARYU』挿入歌                                                 |
| 九条ひかり（田中理恵）                                                                    | わたしは光                                        | 『ふたりはプリキュア Max Heart』キャラクターソング                                         |
| コージ（草尾毅）                                                                          | しあわせのかたち                                  | 『Yes!プリキュア5』キャラクターソング                                                      |
| コージ（草尾毅）                                                                          | CREAM                                             | 『Yes!プリキュア5』キャラクターソング                                                      |
| コージ（草尾毅）、夏（入野自由）                                                          | 星の冠                                            | 『Yes!プリキュア5』キャラクターソング                                                      |
| コージ（草尾毅）、夏（入野自由）                                                          | TIME MACHINE                                      | 『Yes!プリキュア5』キャラクターソング                                                      |
| 五條真由美                                                                                | Eternal Wing                                      | 『Trilogy』収録曲                                                                          |
| 五條真由美                                                                                | プリキュアテンションBING BING BANG BANG!          | 『ふたりはプリキュア』イメージソング                                                       |
| 五條真由美                                                                                | 情熱!∞（むげんだい）                              | 『ふたりはプリキュア』イメージソング                                                       |
| 五條真由美 withキュア・デラックス（うちやえゆか、工藤真由、宮本佳那子、茂家瑞季、林桃子） | キラキラkawaii! プリキュア大集合♪                 | 『映画 プリキュアオールスターズDX みんなともだちっ☆奇跡の全員大集合!』オープニングテーマ   |
| 酒井香奈子                                                                                | My Dear Love                                      | 『そよかぜらいふ』収録曲                                                                   |
| Sister MAYO                                                                               | 呪文降臨〜マジカル・フォース                      | サイキックラバーと共編曲                                                                   |
| 白藤菜月（福井裕佳梨）                                                                    | さよならの香り                                    | 『Saint October』キャラクターソング                                                        |
| 高丘映士（出合正幸）                                                                      | 銀色の風に吹かれて                                | 『轟轟戦隊ボウケンジャー』キャラクターソング                                               |
| 高橋秀幸                                                                                  | 炎神戦隊ゴーオンジャー                            | 岩崎貴文と共編曲 『炎神戦隊ゴーオンジャー』主題歌                                          |
| 高橋秀幸                                                                                  | ガッチャ☆ゴセイジャー                             | 『天装戦隊ゴセイジャー』エンディングテーマ                                                 |
| 高橋秀幸                                                                                  | ガッチャ☆ゴセイジャー TYPE 2 REMIX                | 『天装戦隊ゴセイジャー』エンディングテーマ                                                 |
| 田中理恵                                                                                  | Let it be                                         | 『ココロ』収録曲                                                                           |
| 田中理恵                                                                                  | 月とダンス                                        | 『ココロ』収録曲                                                                           |
| 田中理恵                                                                                  | 人魚姫の涙                                        | 『ココロ』収録曲                                                                           |
| 田中理恵                                                                                  | FRAME                                             | 『ココロ』収録曲                                                                           |
| 田中理恵                                                                                  | ココロ                                            | 『ココロ』収録曲                                                                           |
| 田中理恵                                                                                  | Orange                                            | 『ココロ』収録曲                                                                           |
| 谷本貴義                                                                                  | 撃て!その殻を打ち破れ!                            | 『天装戦隊ゴセイジャー』挿入歌                                                             |
| DelightStyle                                                                              | セイシュン桜花                                    | 『桜花センゴク Portable』オープニングムービー楽曲                                          |
| nao                                                                                       | きりひらけ!グレイシー☆スター                      | 『超次元ゲイム ネプテューヌmk2』主題歌                                                     |
| 中川翔子                                                                                  | pretty please chocolate on top                    | 『Big☆Bang!!!』収録曲                                                                      |
| 中川翔子                                                                                  | shortcake adventure                               | 『Cosmic ♬ Inflation』収録曲                                                               |
| 中川翔子                                                                                  | souffle secret                                    | 『しょこたん☆べすと--(°∀°)--!!』収録曲                                                     |
| 夏（入野自由）                                                                            | 永遠につながる時                                  | 『Yes!プリキュア5』キャラクターソング                                                      |
| 夏（入野自由）                                                                            | jewel                                             | 『Yes!プリキュア5』キャラクターソング                                                      |
| 夏木りん（竹内順子）                                                                      | リバーシブル                                      | 『Yes!プリキュア5』キャラクターソング                                                      |
| ナノナノ・プディング（明坂聡美）                                                          | かなしみ流星群                                    | 『GALAXY ANGEL II 無限回廊の鍵』第8章ナノナノルートエンディングテーマ                      |
| 浜尾京介                                                                                  | 桜のころ                                          | 『君を見つけたい』収録曲                                                                   |
| 葉山小十乃（片岡あづさ）                                                                  | True Drops                                        | 『Saint October』キャラクターソング                                                        |
| ヒーローヴァーサス(南条光(神谷早矢佳)、小関麗奈(長野佑紀))                                | ヒーローヴァーサスレイナンジョー                  | 『アイドルマスターシンデレラガールズ スターライトステージ』2020年8月イベント曲             |
| 久津ケン（聡太郎）                                                                        | そういうコトもあるだろよ                          | 『獣拳戦隊ゲキレンジャー』キャラクターソング                                               |
| 聖三咲（小林ゆう）                                                                        | IDENTITY                                          | 『Saint October』キャラクターソング                                                        |
| 日向咲（樹元オリエ）                                                                      | 海に月、心に光、キラキラと。                      | 『ふたりはプリキュア Splash Star』キャラクターソング                                       |
| プリマベーラ                                                                              | 夢の扉 -DREAM GATE-                               |                                                                                            |
| 弁財アキ（田中真弓）                                                                      | あっちの世界はほっちっち                          | 『祝!(ハピ☆ラキ)ビックリマン』エンディングテーマ                                           |
| 堀江美都子                                                                                | お茶犬☆ロック                                     | 『お茶犬〜「ほっ」とものがたり〜』オープニングテーマ                                       |
| Marina del ray                                                                            | 女神の戦士 〜Pegasus Forever〜                    | 『聖闘士星矢 冥王ハーデス編』                                                              |
| Marina del ray                                                                            | 託す者へ 〜My Dear〜                              | 『聖闘士星矢 冥王ハーデス編』                                                              |
| Marina del ray                                                                            | Shining like gold 〜思い出の欠片（かけら）〜      | 『リングにかけろ1』                                                                        |
| Marina del ray                                                                            | 明日への飛翔〜flap your wings〜                   | 『リングにかけろ1』                                                                        |
| Marina del ray                                                                            | 虹の彼方                                          | 『リングにかけろ1』                                                                        |
| 美翔舞（榎本温子）                                                                        | A message of wind                                 | 『ふたりはプリキュア Splash Star』キャラクターソング                                       |
| 美墨なぎさ（本名陽子）                                                                    | delight 万歳!!                                    | 『ふたりはプリキュア Max Heart』キャラクターソング                                         |
| 美墨なぎさ（本名陽子）                                                                    | 信じる力で勇気100倍!!                             | 『ふたりはプリキュア Max Heart』キャラクターソング                                         |
| 美墨なぎさ（本名陽子）、雪城ほのか（ゆかな）                                              | プリキュア登場!〜VOCAL RAINBOW STORM〜            | 『ふたりはプリキュア』キャラクターソング                                                   |
| 美墨なぎさ（本名陽子）、雪城ほのか（ゆかな）、九条ひかり（田中理恵）                      | Max Heart で GO GO GO!!                           | 『ふたりはプリキュア Max Heart』キャラクターソング                                         |
| 水無月かれん（前田愛）                                                                    | Heavenly Blue                                     | 『Yes!プリキュア5』キャラクターソング                                                      |
| 雪城ほのか（ゆかな）                                                                      | いつもとなりで                                    | 『ふたりはプリキュア Max Heart』キャラクターソング                                         |
| 雪城ほのか（ゆかな）                                                                      | ありがとう〜あなたに会えてよかった〜              | 『ふたりはプリキュア Max Heart』キャラクターソング                                         |

## 舞台音楽
- ミュージカル・テニスの王子様
- 冒険者たち[18]
- マハラジャモード[6]
- CHaCK-UP

## 劇伴
- 斉木楠雄のΨ難（斉木ックラバー名義でサイキックラバーと共同）
- 機界戦隊ゼンカイジャー（渡辺宙明と共同）[19]

## 出演

### ライブ・イベント
| タイトル                                                                                 | 日付               |
| ---------------------------------------------------------------------------------------- | ------------------ |
| 『炎神戦隊ゴーオンジャー』オープニングCD発売記念インストアライブ                         | 2008年3月20日      |
| スーパーヒーロー魂2008“夏の陣”                                                           | 2008年8月16日      |
| スーパー戦隊“魂”III 2008 21世紀編                                                        | 2008年11月30日     |
| Project.R 1st Live～ソンググランプリ～                                                   | 2009年2月11日      |
| ロフト “KORG DS-10” プラスワン                                                           | 2009年10月2日      |
| iPhone&iPad アプリ・ミュージック・フェスティバル                                         | 2010年7月31日      |
| スーパーヒーローミュージックスタジオ VOL.5                                               | 2011年9月23日      |
| 仮面ライダー生誕40周年×スーパー戦隊シリーズ35作品記念 40×35 感謝祭 Anniversary LIVE&SHOW | 2012年1月10 - 11日 |
| 歌祭24〜大石憲一郎の巻〜                                                                 | 2012年2月17日      |
| よにんでSUPER TEUCHI MIX!!                                                               | 2012年6月2日       |